# Montrezl Harrell
Montrezl Dashay Harrell (* 26. Januar 1994 in Tarboro, North Carolina) ist ein US-amerikanischer Basketballspieler, der zurzeit bei den Washington Wizards der National Basketball Association (NBA) unter Vertrag steht.

## Highschool und College
Nachdem er in seinem letzten Jahr an der Hargrave Military Academy auf 25,2 Punkte und 13,6 Rebounds pro Spiel kam, wollte Harrell ursprünglich die Virginia Tech besuchen. Nach der Entlassung des dortigen Coachs widerrief die Universität die Zusage und Harrell entschied sich für die University of Louisville.
In seiner Freshman-Saison bei den Louisville Cardinals kam er als Backup hinter dem startenden Power Forward Chane Behanan von der Bank. Im Finale der Big East Conference gegen Syracuse erzielte er 20 Punkte. Das Team der Cardinals obsiegte, mit Harrell als Rotationsspieler, außerdem in der NCAA Division I Basketball Championship 2013.
Nach drei Jahren am College meldete sich Harrell zur NBA-Draft 2015 an. In seiner Junior-Saison erreichte er durchschnittlich 15,7 Punkte und 9,2 Rebounds.

## NBA-Karriere

### Houston Rocket (2015–2017)
Am Drafttag im Juni 2015 wurde Harrell an 32. Position von den Houston Rockets ausgewählt. Am 19. September 2015 unterschrieb er einen Dreijahresvertrag bei den Texanern. Sein Debüt in der NBA bestritt er am 28. Oktober gegen die Denver Nuggets. Bei der 85:105-Niederlage kam er auf acht Punkte und drei Rebounds. Bereits zwei Tage später scorte er zweistellig, als er im Spiel gegen die Golden State Warriors 17 Punkte erzielte. Am 28. März erhielt er eine Sperre von fünf Spielen, da er in einem Spiel einen Schiedsrichter schubste. In seiner Debütsaison 2015/16 spielte er auch diverse Male für das G-League-Team der Rockets, die Rio Grande Valley Vipers.
Am 2. November 2016 gelang ihm beim 118:99-Sieg gegen die New York Knicks mit 17 Punkten und 10 Rebounds ein Double-double. Am 30. Dezember 2016 markierte er ein neues Career-High, als er beim 140:116-Sieg über die Los Angeles Clippers 29 Punkte erzielte. Bereits am 8. Januar toppte er dies mit 28 Punkten im Spiel gegen die Toronto Raptors.

### Los Angeles Clippers (2015–2017)
Am 28. Juni wurde Harrell, während der Vorbereitung zur Saison 2017/18, zu den Los Angeles Clippers getradet. Er wechselte gemeinsam mit Patrick Beverley, Sam Dekker, Darrun Hilliard, Lou Williams, Kyle Wiltjer und den Rechten für einen zukünftigen Erstrundenpick, im Austausch für Chris Paul, zu der Franchise aus Kalifornien. Am 11. Januar 2018 erzielte er beim 121:115-Sieg gegen die Sacramento Kings 25 Punkte.
Zur Saison 2018/19 unterschrieb Harrell als Free Agent erneut bei den Clippers. Sein neuer Vertrag garantierte ihm 12 Millionen US-Dollar in den nächsten zwei Jahren. Am 25. Februar 2019 erzielte er beim 121:112-Sieg gegen die Dallas Mavericks 32 Punkte und erreichte damit einen neuen Karriere-Bestwert. Er kam in dieser Spielzeit erstmals in allen 82 Spielen der regulären Saison zum Einsatz, in denen er durchschnittlich 16,6 Punkte und 6,5 Rebounds pro Spiel machte. In der Saison 2019/20 wurde Harrell zum NBA Sixth Man of the Year als bester Bankspieler der NBA-Saison ausgezeichnet. Harrell legte dabei für die Clippers 18,6 Punkte und 7,1 Rebounds pro Spiel auf.

### Los Angeles Lakers (2017–2020)
Nachdem sein Vertrag Ende 2020 ausgelaufen ist, unterschrieb Harrell bei den Los Angeles Lakers. Der amtierende Meister holte sich den begehrten Sixth Man of the Year für zwei Jahre und 19 Millionen US-Dollar.

### Washington Wizards (seit 2021)
Im Zuge eines Blockbuster-Trades um Point Guard Russell Westbrook wurde Montrezl Harrell mit Kyle Kuzma und Kentavious Caldwell-Pope am 6. August 2021 zu den Washington Wizards getradet.

## Auszeichnungen
- NBA Sixth Man of the Year 2020

## NBA-Statistiken

### Reguläre Saison
| Saison  | Team          | GP  | GS | MPG  | FG % | 3P % | FT % | RPG | APG | SPG | BPG | PPG  |
| ------- | ------------- | --- | -- | ---- | ---- | ---- | ---- | --- | --- | --- | --- | ---- |
| 2015–16 | Houston       | 39  | 1  | 9.7  | .644 |      | .522 | 1.7 | 0.4 | 0.3 | 0.3 | 3.6  |
| 2016–17 | Houston       | 58  | 14 | 18.3 | .652 | .143 | .628 | 3.8 | 1.1 | 0.3 | 0.7 | 9.1  |
| 2017–18 | L.A. Clippers | 76  | 3  | 17.0 | .635 | .143 | .626 | 4.0 | 1.0 | 0.5 | 0.7 | 11.0 |
| 2018–19 | L.A. Clippers | 82  | 5  | 26.3 | .615 | .176 | .643 | 6.5 | 2.0 | 0.9 | 1.3 | 16.6 |
| 2019–20 | L.A. Clippers | 63  | 2  | 27.8 | .580 | .000 | .658 | 7.1 | 1.7 | 0.6 | 1.1 | 18.6 |
| Gesamt  | Gesamt        | 318 | 25 | 20.9 | .614 | .100 | .638 | 4.9 | 1.3 | 0.6 | 0.9 | 12.7 |

### Play-offs
| Saison  | Team          | GP | GS | MPG  | FG % | 3P % | FT % | RPG | APG | SPG | BPG | PPG  |
| ------- | ------------- | -- | -- | ---- | ---- | ---- | ---- | --- | --- | --- | --- | ---- |
| 2015–16 | Houston       | 2  | 0  | 6.0  | .333 | .000 | .500 | 1.0 | 0.0 | 0.0 | 0.0 | 1.5  |
| 2016–17 | Houston       | 5  | 0  | 4.2  | .333 |      | .500 | 1.2 | 0.4 | 0.0 | 0.0 | 1.0  |
| 2018–19 | L.A. Clippers | 6  | 0  | 26.3 | .730 | .000 | .692 | 5.5 | 2.2 | 0.5 | 0.7 | 18.3 |
| 2019–20 | L.A. Clippers | 13 | 0  | 18.7 | .573 | .200 | .603 | 2.9 | 0.4 | 0.4 | 0.5 | 10.5 |
| Gesamt  | Gesamt        | 26 | 0  | 16.7 | .629 | .143 | .618 | 3.0 | 0.8 | 0.3 | 0.4 | 9.8  |